# Tibor Benedek
Tibor Benedek (* 12. Juli 1972 in Budapest; † 18. Juni 2020 ebenda) war ein ungarischer Wasserballer und Trainer der ungarischen Wasserball-Nationalmannschaft.  
Der 1,90 m große Linkshänder gehörte zu der Generation ungarischer Wasserballer, die ab den 1990er Jahren an die großen Erfolge der 1950er Jahre anknüpfen konnte. 1990 debütierte er in der ungarischen Nationalmannschaft. Bei den Olympischen Spielen 1992 in Barcelona gehörte er zu dem Team, das den sechsten Platz belegte. 1993 und 1995 gewann er jeweils Silber bei der Europameisterschaft. Bei den Olympischen Spielen 1996 in Atlanta belegte die ungarische Mannschaft den vierten Platz. 1997 gewann Benedek bei der Europameisterschaft seinen ersten großen Titel. 1998 folgte Silber bei der Weltmeisterschaft in Perth.
Bei den Olympischen Spielen 2000 in Sydney wurde er Olympiasieger, 2001 und 2003 wurde er Dritter bei der Europameisterschaft und gewann 2003 den Weltmeistertitel. In Athen bei den Olympischen Spielen 2004 wurde er zum zweiten Mal Olympiasieger. Danach trat er zunächst nicht mehr für die Nationalmannschaft an. Bei der Weltmeisterschaft 2007 gehörte er wieder zum Team und gewann Silber. Bei den Olympischen Spielen 2008 gewannen in Peking die Ungarn das Finale gegen die Mannschaft aus den Vereinigten Staaten. Für Benedek war es der dritte Olympiasieg in Folge.
Von 1989 bis 1996 gehörte er dem Verein UTE, der Wasserballabteilung von Ujpest Dozsa an. 1991, 1993, 1994 und 1995 wurde er Ungarischer Meister. Von 1996 bis 2004 spielte er in Italien. Bis 2001 war er bei Assitalia in Rom und wurde 1999 Italienischer Meister. Von 2001 bis 2004 trat er für Pro Recco an, 2002 wurde er auch hier Italienischer Meister. 2004 wechselte er zurück nach Budapest und spielte beim Meister von 2005 und 2006 BHSE Domino.
Seit Anfang 2013 war er Trainer der ungarischen Wasserballnationalmannschaft und konnte mit seinem Team den Titel bei den Wasserball-Weltmeisterschaften 2013 in Barcelona gewinnen.
2016 wurde er in die International Swimming Hall of Fame aufgenommen.